# 街头霸王II' -冠军版-
《街頭霸王II' －冠軍版－》是一款由卡普空製作的格鬥類遊戲。本作最初於1992年在街機發行，之後移植至多個平台。
在前作由電腦控制的4個角色（巴洛克、沙加特、貝卡、拜森），在本作中可供選擇。先前的8個角色在技術上和優先級上進行了許多修改。在不同角色之間比賽的更具平衡性。此外，本作可以在同一場比賽中選擇兩個同一角色的人物進行比賽。
遊戲的圖像進行較小的改變。包括顏色改進，特別是關卡背景的顏色。
《街頭霸王II' －冠軍版－》在Gemesuto評選中獲得1992年年度最佳遊戲。此外，Sega Mega Drive收到正面評價，《Fami通》給予10/10的評分。

## 外部連結
- StrategyWiki上的《Street Fighter II Champion Edition》指引